# 1-ノナノール
1-ノナノール(1-nonanol)は、化学式がCH3(CH2)8OHの直鎖脂肪族アルコールである。無色または淡黄色の液体でシトロネラ油に似た芳香を持つ。消防法に定める第4類危険物 第3石油類に該当する。
ノナノールはオレンジの油で天然に生成する。

## 用途
主に人工レモンオイルの製造に使われる。酢酸ノニルなどのいくつかのノナノールエステルは香水や香味料に用いられる。